# NGC 1191
NGC 1191 je galaksija u zviježđu Eridan.

## Vanjske poveznice
- SEDS: NGC 1191